# Lycoriella similans
Lycoriella similans là một ruồi trong họ Sciaridae, thuộc chi Lycoriella. Loài này được Johannsen miêu tả khoa học đầu tiên năm 1925.